# Ulrich Reuter
Pour les articles homonymes, voir Reuter.
Ulrich Reuter, né en 1966 à Bamberg (Allemagne), est un compositeur et producteur de musique allemand.

## Filmographie

### Au cinéma
- 1994 : Marianengraben
- 1994 : Schweine !
- 1997 : 14 jours à perpétuité (en)
- 1999 : 'Ne günstige Gelegenheit
- 1999 : Sara Amerika
- 1999 : Straight Shooter
- 2003 : Tigermännchen sucht Tigerweibchen
- 2017 : Beuys

#### Courts-métrages
- 1993 : Die auf die Zähne beissen
- 1993 : Happy Fumeral
- 1996 : Bestseller
- 1996 : John und Lucie
- 2006 : Der Kloane

### À la télévision

#### Séries télévisées
- 2000 : Commissaire Brunetti
- 2002 : Einsatz in Hamburg
- 2004 : Les Bonheurs de Sophie
- 2004-2006 : Unsolved
- 2005 : Wolff, police criminelle
- 2006-2012 : Tatort
- 2008-2010 : Police 110
- 2011 : Alles was recht ist
- 2016 : Spreewaldkrimi
- 2018 : Sankt Maik

#### Téléfilms
- 1997 : Der Schutzengel
- 1997 : Die Nacht der Nächte - School's out
- 1997 : Sexy Lissy
- 1997 : Virus X - Der Atem des Todes
- 1998 : Compte à rebours
- 1998 : Célibataire cherche héritier
- 1998 : Die Bubi Scholz Story
- 1999 : Der Mörder meiner Mutter
- 1999 : Herzlos
- 2000 : Auf schmalem Grat
- 2000 : Die Geiseln von Costa Rica
- 2001 : Die zwei Leben meines Vaters
- 2001 : Hanna - Wo bist Du ?
- 2001 : Späte Rache
- 2001 : Todesstrafe - Ein Deutscher hinter Gittern
- 2002 : Unsolved
- 2002 : Pest - Die Rückkehr
- 2003 : Die Liebe kommt als Untermieter
- 2004 : Ma petite sœur
- 2005 : Der zweite Blick
- 2005 : Un mariage à tout prix
- 2006 : La Nounou et son prince
- 2007 : Angsthasen
- 2007 : Beim nächsten Kind wird alles anders
- 2008 : Patchwork
- 2008 : Une jeunesse berlinoise
- 2009 : Coup de foudre au bout du monde
- 2009 : Der Tote im Spreewald
- 2009 : Die Drachen besiegen
- 2009 : L'Amie de ma fille
- 2010 : Die Zeit der Kraniche
- 2011 : Adel Dich
- 2011 : Beate Uhse - Das Recht auf Liebe
- 2011 : Schmidt & Schwarz
- 2012 : Munich 72 : L'Attentat (' Munich 72)
- 2013 : Der Kaktus
- 2013 : Die Pastorin
- 2013 : Du vague à l'âme soeur
- 2013 : Ein Sommer in Portugal
- 2014 : Ein todsicherer Plan
- 2014 : Fluss des Lebens - Wiedersehen an der Donau
- 2015 : Eine wie diese
- 2015 : Inas Neues Leben
- 2015 : Nele in Berlin
- 2016 : Ein Sommer auf Sizilien
- 2017 : Ein Sommer im Allgäu
- 2017 : Ein Sommer in Prag

## Récompenses et distinctions
- (en) Ulrich Reuter: Awards, sur l'Internet Movie Database